# Krzeszyce (stacja kolejowa)
Krzeszyce – dawna stacja kolejowa w Krzeszycach, w województwie lubuskim, w Polsce.